# 두명천 (부산)
두명천(斗明川)은 부산광역시 기장군 정관읍 월평리의 되미산에서 발원하여 남류하다가 수영강으로 흘러드는 강이다. 수영강의 지류 중 가장 짧은 강이다. 2006년 7월 10일 이 강 다리 위에서 어린이 19명과 인솔교사 5명을 태운 C선교원 소속 버스가 태풍 에위니아로 인해 폭우로 불어난 물길을 헤쳐나가지 못하고 30m 길이의 다리 중간지점에서 고립되었다가 구조되었다.